# Хішам Машиши
Хішам Машиши (січень 1974 , Бу Салем, Джендуба ) — туніський державний діяч, міністр внутрішніх справ Тунісу (2020). Прем'єр-міністр Тунісу (2020—2021).

## Біографія
Народився 1974 року, здобув ступінь магістра права на юридичному факультеті туніської вищої школи політичних досліджень, сертифікат про завершення навчання у туніській Національної школи адміністрації та ступінь магістра державного управління у французькій Національній школі адміністрації. Обіймав посади радника президента Тунісу з юридичних питань, керував канцеляріями міністрів транспорту, охорони здоров'я і соціальних справ, обіймав посаду генерального директора Національного агентства з санітарного та екологічного контролю продуктів харчування.
27 лютого 2020 — 2 вересня 2020 — міністр внутрішніх справ в уряді Фахфаха.
Через оголошення 15 липня 2020 року про відставку Фахфаха президент Каїс Саїд 25 липня доручив Хішаму Машиші формування нового уряду.
2 вересня 2020 року парламент схвалив склад уряду (134 з 217 голосів) та призначення Машиши на посаду прем'єр-міністра Тунісу.
25 липня 2021 року президент Тунісу Каїс Саїд відправив Машиши у відставку, заблокував роботу парламенту та зняв недоторканність з депутатів після антиурядових протестів, спричинених економічною та коронавірусною кризою в країні.